# Jüdischer Friedhof (Illingen)

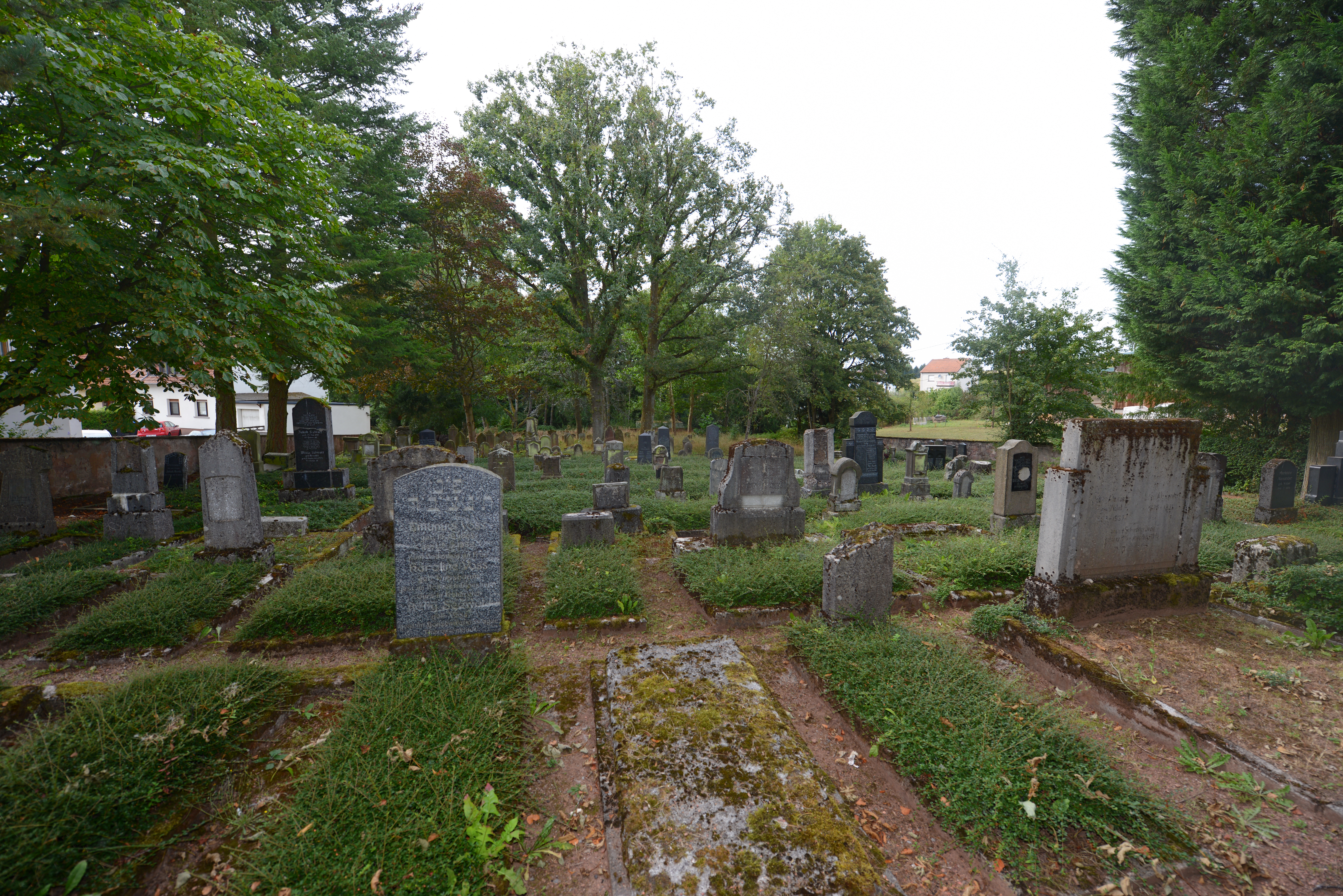
Jüdischer Friedhof in Illingen (2016)

Der Jüdische Friedhof Illingen in Illingen im Landkreis Neunkirchen im Saarland ist ein Baudenkmal.

## Beschreibung

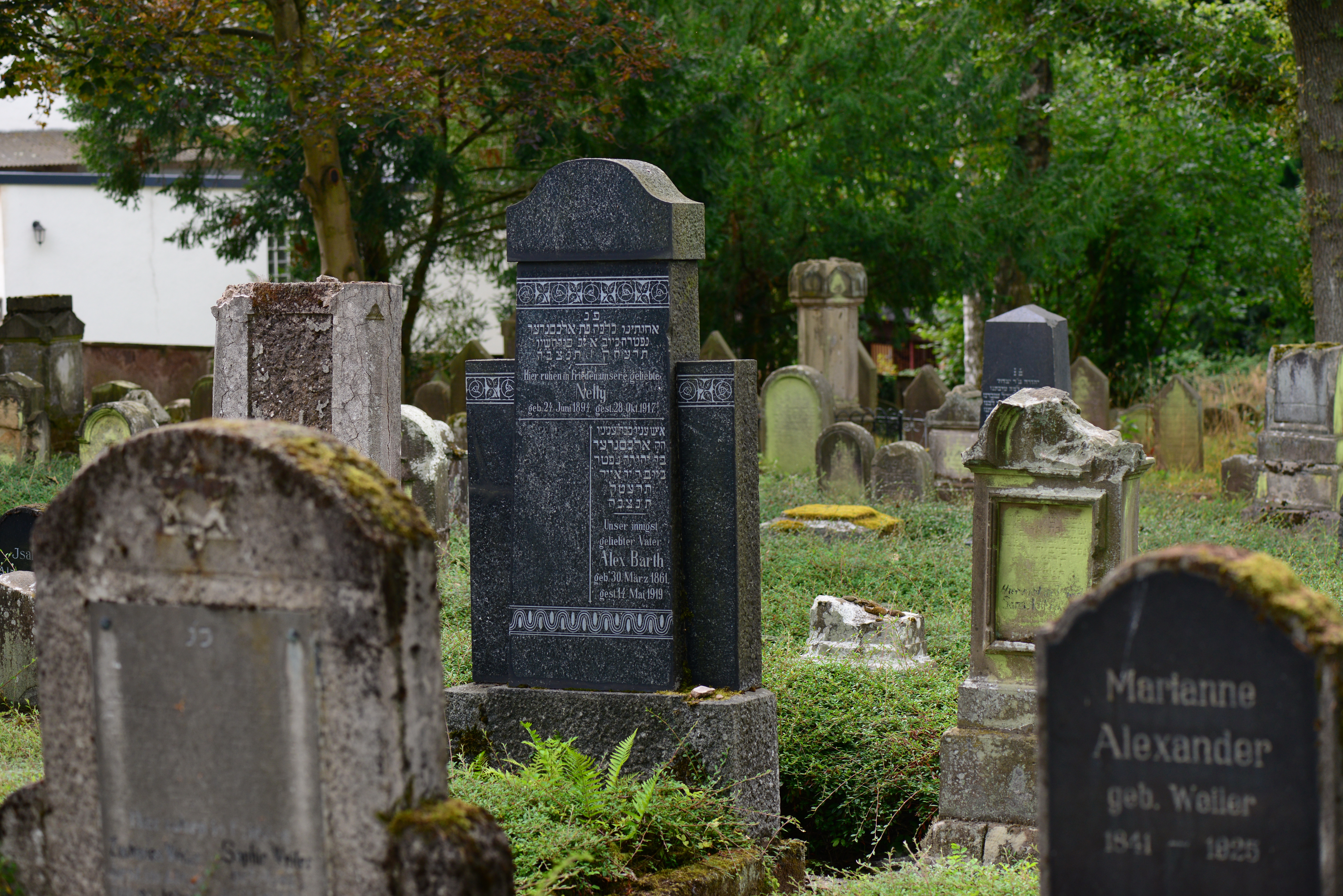
Grabsteine

Auf dem Friedhof Heisterstraße/Raßweilerweg sind etwa 180 intakte Grabsteine erhalten. Er ist von einer Mauer umgeben, an der sich bis Ende der 1990er Jahre die Reste des Portals der ehemaligen Synagoge befanden.

## Geschichte

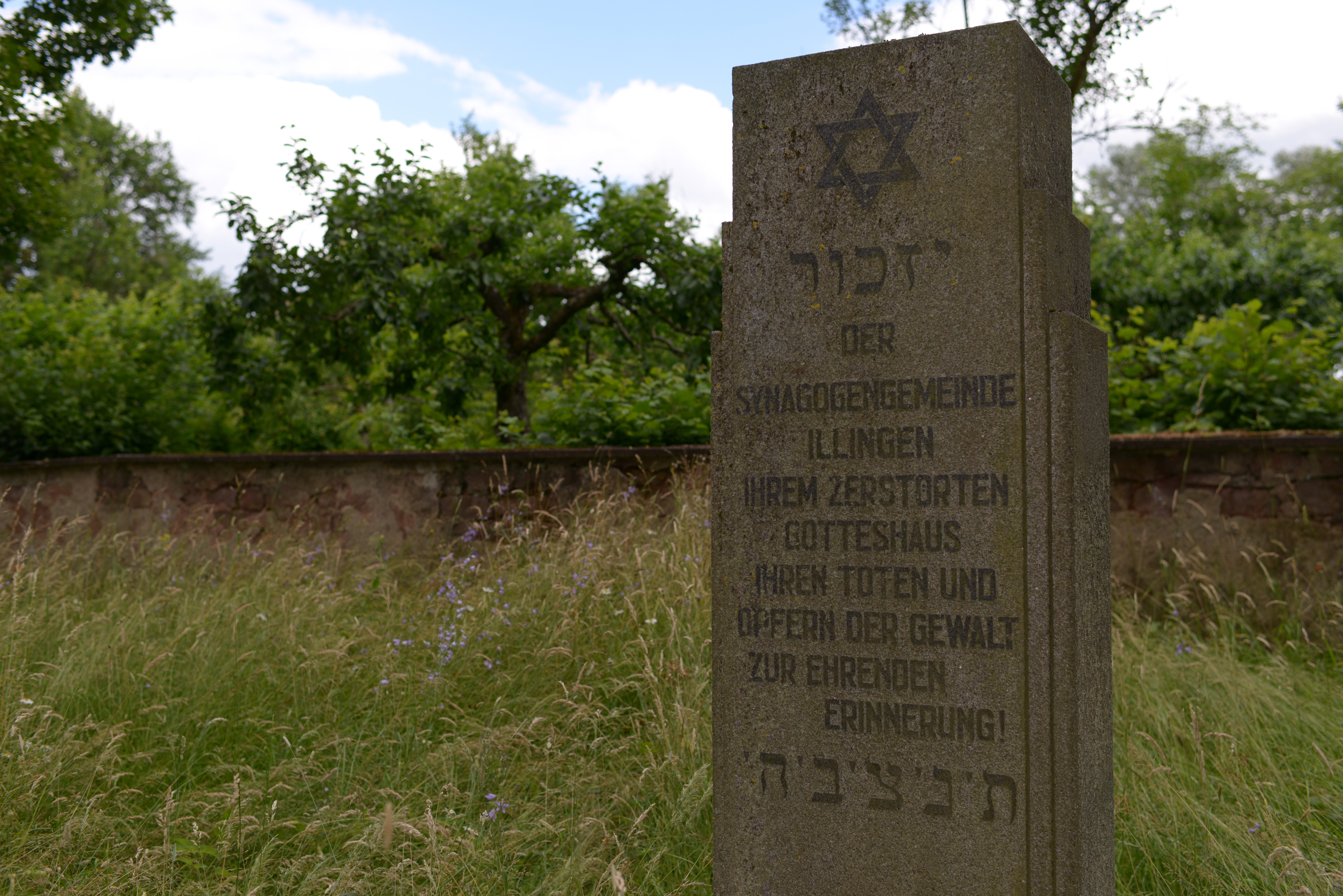
Mahnmal

Der 1747 angelegte Friedhof wurde in den Jahren 1905 und 1923 vergrößert. Die Toten der jüdischen Gemeinden Neunkirchen und Ottweiler wurden hier bis 1831 ebenfalls beigesetzt. Der Friedhof wurde 1938 in der Zeit des Nationalsozialismus zerstört, die Steine 1939 abgeräumt und das Gelände von der politischen Gemeinde gekauft. 1949 wurde der Friedhof weitgehend wieder hergerichtet. Das im gleichen Jahr errichtete Mahnmal trägt die Inschrift: Der Synagogengemeinde Illingen, ihrem zerstörten Gotteshaus, ihren Toten und Opfern der Gewalt zur ehrenden Erinnerung! Errichtet von Zivilgemeinde Illingen – Synagogengemeinde Saar 1949.